# Лозинский, Михаил Леонидович
Михаи́л Леони́дович Лози́нский (8 [20] июля 1886, Гатчина, Санкт-Петербургская губерния, Российская империя — 31 января 1955, Ленинград, СССР) — русский и советский поэт-акмеист, переводчик, один из создателей советской школы поэтического перевода.

## Биография

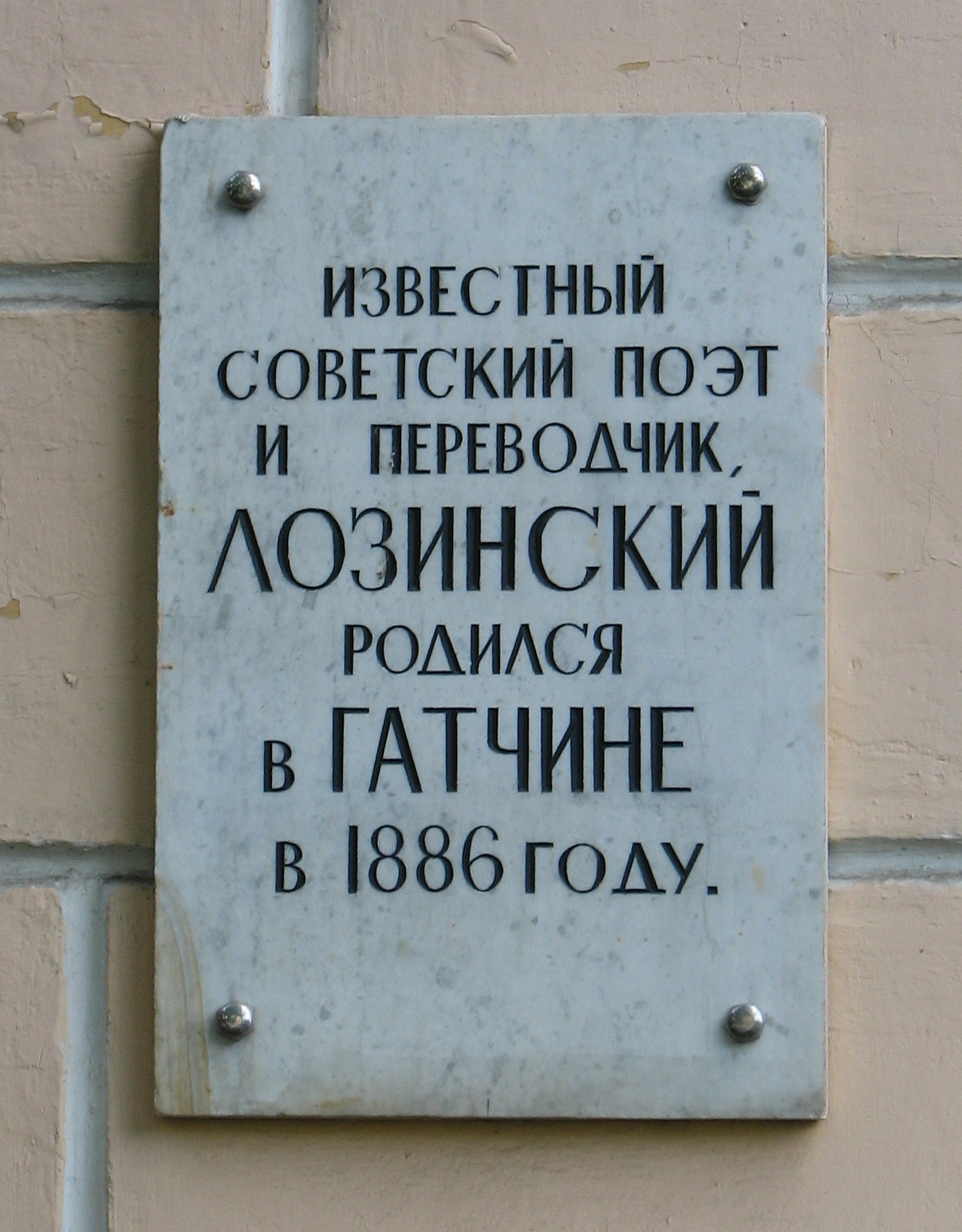
Мемориальная доска в Гатчине

Родился 8 (20) июля 1886 год в Гатчине (ныне Ленинградской области).
Отец — Леонид Яковлевич Лозинский, окончил юридический факультет Санкт-Петербургского императорского университета, был известным адвокатом в Петербурге, благодаря чему материальное состояние семьи постепенно стабилизировалось. Являлся страстным библиофилом, поощрял изучение европейских языков в семье. Для сыновей выписывал журнал на немецком языке, для дочери — на французском.
Мать — Анна Ивановна (1857–1948) — урождённая Макаревич, в 1921 году эмигрировавшая во Францию после большевистского переворота, похоронена вместе с младшим сыном Григорием на кладбище Сен-Женевьев де Буа под Парижем.
У Михаила была старшая сестра и младший брат:
- Елизавета (1884, Санкт-Петербург — 1971, Йоханнесбург) — окончила Литейную женскую гимназию, Высшие женские (Бестужевские) курсы (1905), позже курсы Alliance Francaise, в 1914 получила звание домашней учительницы. Муж — адвокат, присяжный поверенный Владимир Анатольевич Миллер, ученик отца, друг Михаила. В 1918 году эмигрировали с мужем сначала в Данию, где прожили год, затем два года в Англии, 26 лет — во Франции. В 1947 были вынуждены были перебраться в Южную Африку, поскольку муж был обвинен в коллаборационизме и в судебном порядке лишен права проживания в стране, а его деньги, лежавшие в английском банке, невозможно было без значительных потерь получить в Европе. Муж скончался в 1958, однако в просьбе о разрешении вернуться во Францию власти Елизавете отказали. Последние годы жизни (с июня 1959) провела в доме престарелых Cransley House под Йоханнесбургом, где и скончалась.
- Григорий (1889, Санкт-Петербург — 1942, Париж) — тоже стал переводчиком, знал старофранцузский и современный французский, финский, шведский, португальский, арабский языки; основал издательство — «Петрополис», что внесло значительный вклад в издательское дело и литературу. Издательство работало в 1918–1922 годах, а затем было перенесено в Берлин, где существовало до переломного 1933 года. 15-летний юбилей издательства пришёлся на фашистский поджог Рейхстага в Берлине. Издательство было перенесено в Брюссель и оно прекратило свою деятельность только в условиях фашистской оккупации города в 1940 году.

## Учеба
Окончил 1-ю петербургскую классическую гимназию с золотой медалью. Слушал лекции в Берлинском университете. Затем учился в Петербургском университете. В 1909 году получил диплом юриста, а затем пять лет занимался на историко-филологическом факультете.

## Издательская и переводческая деятельность
Был близок к поэтам «серебряного века», в частности к акмеистам, дружил с О. Э. Мандельштамом, А. А. Ахматовой и был ближайшим другом Н. С. Гумилёва. В 1912 году Лозинский организовал издательство «Гиперборей», где печатались акмеисты, и входил в созданный Гумилёвым «Цех поэтов».
В 1913—1917 годы — редактор журнала «Аполлон».
В 1914 году начал работать в Публичной библиотеке сначала вольнотрудящимся без оплаты труда, затем библиотекарем и консультантом, в 1918 году стал заведующим Отделением изящных искусств и технологии (работа в библиотеке продолжалась до 1937 года), одновременно — преподаватель в Российском институте истории искусств, в Институте живого слова. Из библиотеки был уволен 10 марта 1935 года.
В 1916 году опубликовал сборник стихов «Горный ключ» (переизданный в 1922 году).
После Октябрьской революции Максим Горький поставил целью знакомить нового, небуржуазного читателя с образцами литературы Европы, Америки, Востока в новых и научно обоснованных переводах. Основанное тогда издательство «Всемирная литература» имело поддержку власти и к работе привлекли лучших в то время писателей и филологов, не эмигрировавших из страны. В издательстве работали: Александр Блок, Евгений Замятин, Корней Чуковский, Евгений Браудо. Горький привлёк и Лозинского для переводов и редактуры.
Получил приглашение из Страсбургского университета работать переводчиком и преподавателем, но не принял его. Свое решение остаться объяснил в письме сестре в 1924 году: 

В отдельности влияние каждого культурного человека на окружающую жизнь может казаться очень скромным <…>. Но как только один из таких немногих покидает Россию, видишь, какой огромный и невосполнимый он этим приносит ей ущерб <…>. Если все разойдутся, в России наступит тьма, и культуру ей придется вновь принимать из рук иноземцев. <…> Надо оставаться на своём посту. Это наша историческая миссия…
Много работал над переводами западной классики, тяготея в поэзии к крупной форме, драматургии, переводил также и прозу. В его переводе в СССР вышли произведения таких классиков, как Уильям Шекспир, Ричард Шеридан, Пьер Корнель, Жан Батист Мольер, Лопе де Вега, Мигель Сервантес, Карло Гоцци, Проспер Мериме, Ромен Роллан. Главной его работой стал перевод «Божественной комедии» Данте Алигьери. Переводил и восточных поэтов, таких как Фирдоуси, Саят-Нова, грузинского поэта-романтика Николоза Бараташвили.

### Переводы
- с английского:
  - Джон Флетчер, Филипп Мэссинджер: «Испанский священник» (1932);
  - Уильям Шекспир: «Гамлет, принц датский» (1933); «Двенадцатая ночь, или что угодно» (1953); «Макбет»; «Отелло»; «Ричард III»; «Сон в летнюю ночь» (1954);
  - Ричард Бринсли Шеридан: «Школа злословия» (1937);
  - Сэмюэль Кольридж: Соловей;
  - Редьярд Киплинг: «Заповедь»;
- с испанского:
  - Лопе де Вега: «Валенсианская вдова» (1939); «Собака на сене» (1938); «Умная дурочка» (1944); «Фуэнте Овехуна» (1951);
  - Руис де Аларкон и Мендоса, Хуан: «Сомнительная правда» (1941);
  - Тирсо де Молина: «Дон Хиль Зелёные Штаны» (1944);
  - Мигель де Сервантес Сааведра: «Хитроумный идальго Дон Кихот Ламанчский» — перевод стихов;
- с итальянского:
  - Данте Алигьери: «Божественная комедия» (Перевод «Божественной комедии» М. Л. Лозинского, 1936—1942);
  - Бенвенуто Челлини: «Жизнь Бенвенуто, сына маэстро Джованни Челлини, флорентинца, написанная им самим во Флоренции» (1931);
  - Габриэле д'Аннунцио: «Пизанелла, или Благоуханная смерть» (1922);
- с немецкого
  - Иоганн Вольфганг Гёте: «К Лили Шёнеман» и др. стихотворения;
- с французского:
  - Мольер: «Тартюф, или Обманщик» (1940);
  - Вольтер: «Орлеанская девственница» (редакция перевода Н. С. Гумилёва, Г. В. Адамовича и Г. В. Иванова; в 1920—1980-е годы имена переводчиков не назывались);
  - Пьер Корнель: «Сид» (1938 г.);
  - Шарль Леконт де Лиль: «Эринии»;
  - Анри де Ренье: «Грешница», «Ромэн Мирмо» (1926);
  - Андре Жид: «Подземелья Ватикана» (1927);
  - Проспер Мериме: «Аббат Обен», «Кармен» (1940);
  - Ромен Роллан: «Кола Брюньон» (1934);
  - Виктор Гюго «Анджело, тиран Падуанский»;
  - Анри Бэро: «Сержант Лэбр» (1926)
- с армянского:
  - «Давид Сасунский» (1939, фрагменты)
  - Саят-Нова: «Я был в Абаше, я весь мир прошел…», «Отраден голос твой, и речь приятна…», «Наш мир — раскрытое окно…»;
- с фарси:
  - Фирдоуси: «Шахнамэ» (фрагменты) (1934).
  - Бахрам Гур и Азадэ: Из Шах-намэ Фирдоуси (1934)
  - Книга царей Шахнамэ: Избранные места / Абу-л-Касим ал-Туси, называемый Фирдауси (1934)

### Оценки творчества
«В трудном и благородном искусстве перевода Лозинский был для XX века тем же, чем был Жуковский для века XIX», — сказала на его похоронах Анна Ахматова.
Ученик Лозинского и впоследствии муж его внучки Наталии Толстой Игнатий Ивановский вспоминал неожиданные слова учителя:

Я люблю иной раз щегольнуть оборотом, стоящим, как кажется, на грани двух языков, на грани возможного в русском… Но это только кажется. Проверьте любую мою строку с точки зрения истории русского языка, поройтесь в его корнях, и вы увидите, что данный оборот вполне в духе языка.

Признаться, я очень мало читал чужие переводы. Как-то всегда хотелось прочесть в подлиннике. Вот почему у меня встречаются очень важные пробелы в знании мировой литературы: то времени не было прочесть, то под рукой был только перевод— Ивановский И. Воспоминания о Михаиле Лозинском // Нева. — 2005. — № 7.
Ивановский также отмечал, что «в доме Лозинских читать переводы было не принято. Хочешь прочесть Лопе де Вега — выучи испанский».
Шекспировед Д. М. Урнов отмечал:

… Лозинский, которого хвалил Морозов, — слишком филологичен и скучен. В нём совсем нет того шекспировского напора, который точно схвачен Полевым.— Курбатов В. Я. Подорожник. — Иркутск: Издатель Сапронов, 2006. — 416 с. — С. 166—167.

### Награды и премии
- Сталинская премия первой степени (1946) — за образцовый перевод «Божественной комедии» Данте Алигьери
- орден «Знак Почёта» (31.1.1939)

### Арест
В 1921 году задерживался по делу Н. С. Гумилёва, находился две недели под арестом в 1927 году со служащими Публичной библиотеки. 20 марта 1932 года арестован и Постановлением Коллегии ОГПУ от 17 июня 1932 года осуждён по ст. 58-10 УК РСФСР (антисоветская агитация и пропаганда) на 3 года лишения свободы условно. В 1941 г. был эвакуирован в Казань, оттуда – в Елабугу. Вернулся в Ленинград в 1945 г. Реабилитирован в 1989 году.

## Личная жизнь
Был женат на Татьяне Борисовне Шапировой (1885–1955), дочери военного врача и деятеля Красного креста Бориса Михайловича Шапирова.  Окончила С.-Петербургскую женскую гимназию Л. С. Таганцевой с золотой медалью и историко-филологический факультет С.-Петербургских Высших женских курсов (1909), 3 февраля 1911 года.
В браке родилось двое детей:
- Сергей (1914–1985) — математик.
- Наталья (1915–2007) вышла замуж за Никиту Толстого, сына А. Н. Толстого, У них было семеро детей, в том числе:
  - Толстая, Екатерина Никитична (1939–2005) — художник, биолог по образованию.
  - Толстой, Михаил Никитич (р. 1940) — физик, политический и общественный деятель.
  - Толстая, Наталия Никитична (1943–2010) — писательница, преподаватель шведского языка при кафедре скандинавской филологии факультета филологии и искусств СПбГУ.
  - Толстая, Татьяна Никитична (р. 1951) — писательница, публицист и телеведущая, мать Артемия Лебедева.
  - Толстой, Иван Никитич (р. 1958) — филолог, историк эмиграции, специализируется на периоде холодной войны; обозреватель Радио «Свобода», с 2011 ведет программу на телеканале «Культура».

## Адреса в Петрограде — Ленинграде
- 1912—1913 — Волховский переулок, 2;[6]
- осень 1913—1915 — доходный дом М. Д. Корнилова — Малый проспект Петроградской стороны, 26—28 / Пионерская улица, 11.
- 1915—1941, 1945 — 31.01.1955 года — жилой кооперативный дом Третьего Петроградского товарищества собственников квартир — Каменноостровский проспект, 73/75.

## Смерть и память

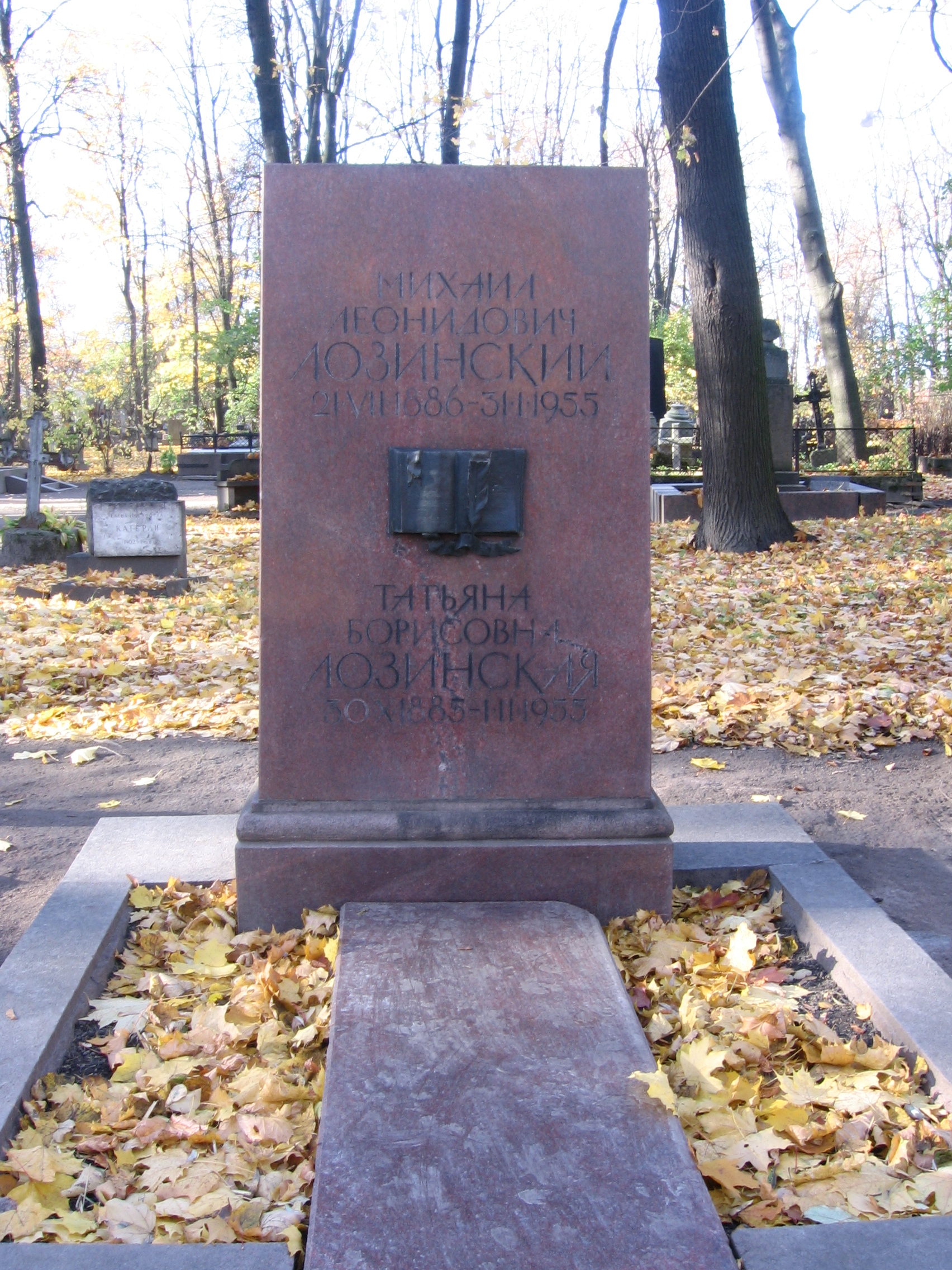
Надгробие М. Л. Лозинского на Литераторских мостках

Умер 31 января 1955 года в Ленинграде. Похоронен на Литераторских мостках Волковского кладбища. Надгробие (архитектор В. С. Васильковский) создано в 1981 году.
На доме по адресу Каменноостровский проспект, 73/75 в 1963 году была установлена мемориальная доска (скульптор Р. И. Робачевский).

## Издания
- Лозинский М. Багровое светило. — М.: Прогресс, 1974. — (Мастера поэтического перевода. Вып. 17).
- Лозинский М. Горный ключ. Стихи. — Пг.; М.: Альциона, 1916.
  - 2-е изд. — Пг.: Мысль, 1922.